# Крассула отпрысковая
Крассула отпрысковая (лат. Crassula sarmentosa) — вид суккулентных растений рода Толстянка (Crassula) семейства Толстянковые (Crassulaceae), естественно произрастающий на территории Южно-Африканской Республики (Капская провинция и Квазулу-Натал).

## Название
Родовое латинское название Crassula происходит от латинского слова crassus, — «толстый», в основном из-за присутствия у растений этого рода сочных листьев.
Видовой латинский эпитет sarmentosa происходит от тонких, длинных вьющихся стеблей, которые могут прикрепляться к почве там, где они касаются её поверхности.

## Описание
Многолетние растения с клубнями, имеющими неправильную форму у основания стебля, и создающими многочисленные ветви, длиной до 1 м, которые редко разветвляются и преимущественно исходят от основания. Они могут карабкаться или свисать со скал, сохраняя старые листья, которые не опадают. Листья могут иметь черешок или быть без него, длиной до 15 мм, с пластинкой, варьирующейся от эллиптической до яйцевидной (обычно яйцевидная под соцветием и эллиптическая к основанию ветвей), размером от 20 до 40(-60) х 10 до 25(-35) мм, острые или заострённые, более или менее резко суженные к черешку, с цельным краем или пильчатым, при этом край уплощён в дорсивентральном направлении, зелёный или желтовато-зелёный, часто с красным краем.
Соцветие представляет собой тирс с округлой или плоской вершиной, на котором цветы раскинуты примерно под прямым углом друг к другу. Чашечка состоит из линейно-треугольных лепестков длиной 1-3 мм, острых, голых, мясистых, зелёных. Венчик звездчатый, у основания едва сросшийся, белый или кремовый, иногда с красным оттенком. Тычинки с пыльниками от белого до розового цвета.

## Интродукция
Вид был интродуцирован в Зимбабве и в некоторых штатах Австралии, включая Новый Южный Уэльс, Квинсленд, Южную Австралию и Викторию.

## Таксономия
Crassula sarmentosa Harv., первое упоминание в W.H.Harvey & auct. suc. (eds.), Fl. Cap. 2: 348 (1862).

### Синонимы
Гомотипные (основанные на одном и том же номенклатурном типе):
- Septimia sarmentosa (Harv.) P.V.Heath

### Разновидности
Подтверждённые разновидности в соответствии с данными сайта Plants of the World Online на 2024 год:
- Crassula sarmentosa var. sarmentosa
- Crassula sarmentosa var. integrifolia Toelken

### Сорта
- Crassula sarmentosa 'Variegata'[1]
- Crassula sarmentosa 'Comet'Crassula sarmentosa 'Comet'[6]